# Awa (provincie in Chiba)
Awa (安房国, Awa no Kuni) is een voormalige provincie van Japan, gelegen in de prefectuur Chiba. Awa lag naast de provincie Kazusa. Awa lag op het uiteinde van het schiereiland Boso (房総半島). De naam van dit schiereiland komt van de combinatie van de eerste delen van de kanji van de provincies Awa, Kazusa en Shimousa.

Kaart met de voormalige Japanse provincies (1868) met Awa in het rood

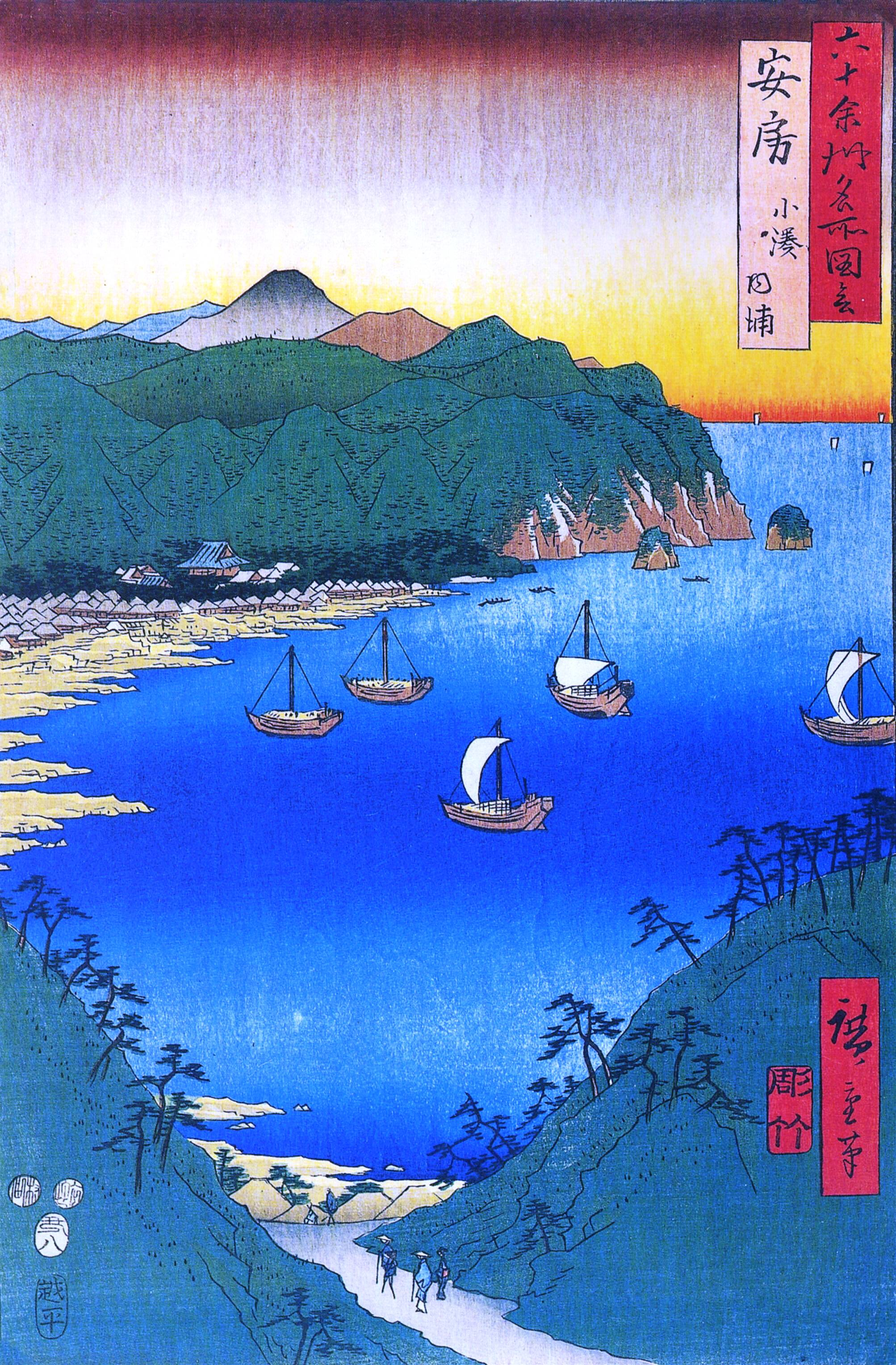
ukiyo-e van Hiroshige, de haven van Awa is te zien met het toenmalige dorp Kominato

Awa ontstond als aparte provincie in 718, toen de provincie Kazusa werd opgesplitst. De provincie bestond uit vier districten: Asai, Awa, Heguri en Nagasa. De hoofdstad lag in het district Heguri. Hoewel de exacte locatie onbekend is, zou het in de buurt van het huidige Miyoshi hebben gelegen.

## Districten
- Awa (安房郡)
- Asai (朝夷郡)
- Nagasa (長狭郡)
- Heguri (平群郡)

Aki · Awa (Kanto) · Awa (Shikoku) · Awaji · Bingo · Bitchu · Bizen · Bungo · Buzen · Chikugo · Chikuzen · Chishima · Dewa · Echigo · Echizen · Etchu · Fusa · Harima · Hi · Hida · Hidaka · Higo · Hitachi · Hizen · Hoki · Hyuga · Iburi · Iga · Iki · Inaba · Ise · Ishikari · Iwaki (718) · Iwaki (1868) · Iwami · Iwase · Iwashiro · Iyo · Izu · Izumi · Izumo · Kaga · Kai · Kawachi · Kazusa · Keno · Kibi · Kii · Kitami · Koshi · Kozuke · Kushiro · Mikawa · Mimasaka · Mino · Musashi · Mutsu · Nagato · Nemuro · Noto · Oki · Omi · Oshima · Osumi · Owari · Rikuchu · Rikuzen · Riukiu · Sado · Sagami · Sanuki · Satsuma · Settsu · Shima · Shimōsa · Shimotsuke · Shinano · Shiribeshi · Suo · Suruga · Suwa · Tajima · Tamba · Tane · Tango · Teshio · Tokachi · Tosa · Totomi · Toyo · Tsukushi · Tsushima · Ugo · Uzen · Wakasa · Yamashiro · Yamato · Yoshino